# Europastraße 801
Die Europastraße 801 (kurz: E 801) ist eine Verbindung der Klasse B. Sie erstreckt sich von Coimbra, Portugal bis nach Verín, Spanien, unmittelbar hinter der Grenze zu Portugal. Sie durchquert die portugiesischen Regionen Centro und Norte und ein Stück der spanischen Region Galicien.

## Verlauf
Die E 801 beginnt nordwestlich von Coimbra am Autobahnkreuz Coimbra-Norte. Auf der Nord-Süd-Achse verlaufen die Europastraßen 1 und 80. Die E 801 führt zunächst auf dem Itinerário principal in östlicher Richtung, aber im Norden Coimbras, weiter nach Penacova zum Fluss Mondego. Hier biegt die E 801 nach Norden ab, passiert Tondela und erreicht dann Viseu, wo sie erneut die E 80 kreuzt. Nördlich von Lamego überquert die E 801 den Duoro.
Weiter nach Norden auf der A24 entlang kreuzt bei Vila Real die E 82 die Europastraße 801. Noch weiter nördlich im Verlauf kreuzt die E 801 dann die E 805 bei Vila Pouca de Aguiar.
Nördlich von Chaves wird die A24 verlassen und die portugiesisch-spanische Grenze erreicht. Hinter der Grenze folgt die E 801 dem Verlauf der A75 bis zum Autobahnkreuz Verín mit der A52.
Zukünftig soll die E 801 in Portugal komplett als A24 ausgewiesen sein.